# Djoser
Djoser war der erste altägyptische König (Pharao) der 3. Dynastie (Altes Reich). Er regierte von um 2720 bis 2700 v. Chr., laut anderen Schätzungen wenige Jahrzehnte später im 27. Jahrhundert v. Chr. Er kann zweifelsfrei mit dem zeitgenössisch belegten Horusnamen Netjeri-chet identifiziert werden. Als erster Erbauer einer Stufenpyramide gehört Djoser zu den bekanntesten Königen des Alten Ägypten.

## Name und Identität
Der Name „Djoser“ kann zweifelsfrei mit dem archäologisch gut belegten Horusnamen „Netjeri-chet“ gleichgesetzt werden. Ein stichhaltiger Beleg ist eine Sitzstatue des Pharao Sesostris II. (12. Dynastie), deren Sockelinschrift den Namenszug „Hor-Netjeri-chet-djeser“ enthält. Damit ist unter Sesostris II. der früheste Gebrauch des Namens „Djeser“ nachgewiesen.
Den zweitjüngsten Beleg für den Gebrauch des Namens liefert der berühmte Westcar-Papyrus (13. Dynastie), der für Djoser ebenfalls den Kartuschennamen „Djeser“ verwendet.
Gegenstand heutiger Forschungen ist allerdings die Frage, woher der Name „Djeser“ stammt. Einen möglichen Anhaltspunkt liefern Fragmente von Stelen aus poliertem Sandstein, die aus dem Djoser-Komplex in Sakkara stammen. Deren Inschriften nennen meist die Namen von Djoser und dessen Ehefrauen und Töchtern, beginnen aber stets mit den Worten „Chenti-ta-djeser-nisut“ (gesegnet sei das Land des erhabenen Königs). Das „djeser-nisut“ wurde wahrscheinlich in späterer Zeit als Geburtsname des Djoser fehlgedeutet und als Kartuschenname übernommen.
Gesonderte Beachtung findet auch der Kartuschenname Nr. 16 in der Königsliste von Abydos des Sethos I. Bei genauerer Betrachtung wird deutlich, dass die dortige Namensversion ursprünglich nicht mit „Djeser“ eingeleitet worden war, sondern mit einem anderen Wort. Dieses wurde jedoch später wieder ausgemeißelt. Es ist unsicher, wie dieses Wort gelautet hat, und es gibt zahlreiche Interpretationen.

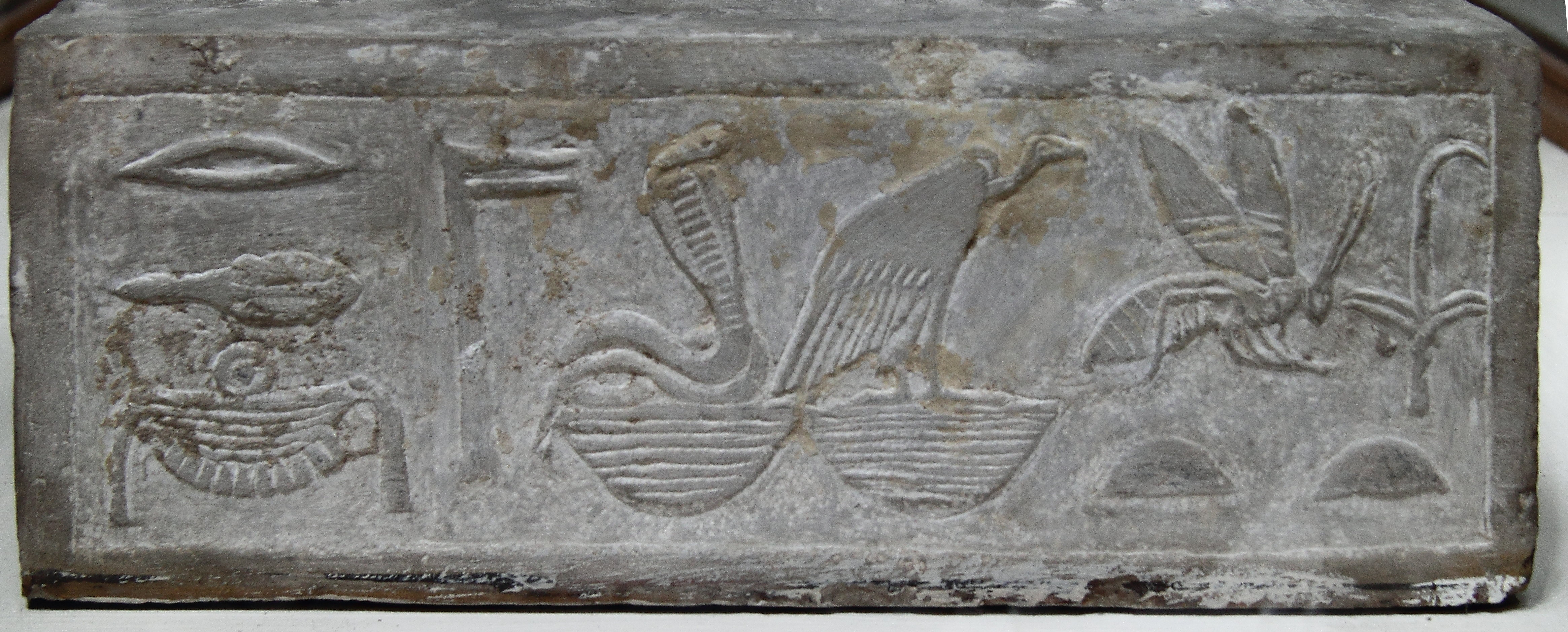
Ägyptisches Museum Kairo: Sockel der Statue des Königs mit Königstitulatur
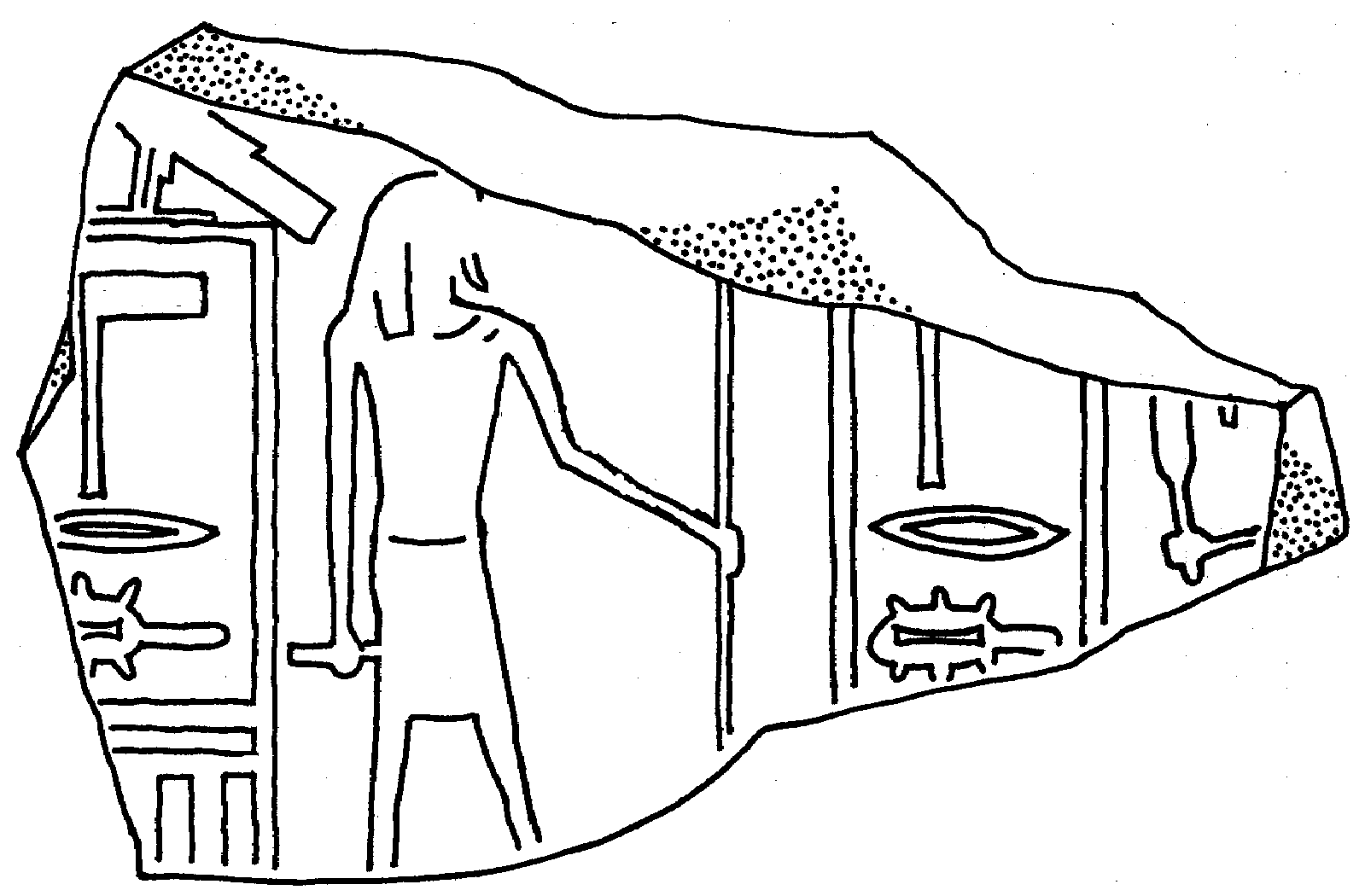
Tonsiegelfragment mit dem Namen „Netjeri-chet“ (Grab des Hesire).
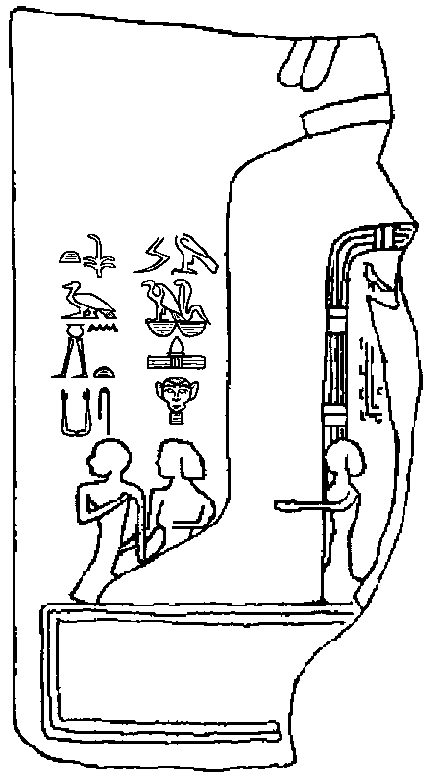
Umzeichnung eines Relieffragments aus Heliopolis mit Darstellungen von Djoser, Hetephernebti, Inetkaes und einer unbekannten Person

## Herkunft und Familie
Djosers Mutter war Königin Nimaathapi, die Gemahlin von Chasechemui, dem letzten Herrscher der 2. Dynastie. Es kann daher mit hoher Wahrscheinlichkeit angenommen werden, dass Chasechemui auch Djosers Vater war. Die einzige bekannte Ehefrau Djosers war Hetephernebti. Als einziges Kind Djosers ist eine Tochter namens Inetkaes überliefert. Ob sie auch die Tochter der Hetephernebti war oder aus einer anderen Ehe stammte, lässt sich aus dem vorhandenen Quellenmaterial nicht sicher bestimmen.
Ein mögliches weiteres Familienmitglied des Djoser ist auf einem Relieffragment aus Heliopolis, das sich heute im Museo Egizio in Turin (Inventar-Nr. 2671/211) befindet, abgebildet. Das Fragment zeigt den thronenden König, vor ihm, wesentlich kleiner dargestellt, stehen seine Tochter Inetkaes und seine Gemahlin Hetephernebti. Eine weitere Person umfasst von hinten den Fuß des Königs. Um wen es sich hierbei handelt, ist nicht sicher, da die Beischrift schlecht erhalten ist. Ann Macy Roth liest den Namen Nianch-Hathor und hält die dargestellte Person für eine weitere Tochter. Diese Lesung ist allerdings hochgradig unsicher und hat sich in der ägyptologischen Forschung bisher nicht durchgesetzt.
Möglicherweise sind von einer der weiblichen Verwandten Djosers auch die sterblichen Überreste erhalten geblieben. James Edward Quibell fand Anfang des 20. Jahrhunderts in der Pyramidenanlage des Djoser mehrere Knochen einer jungen Frau, die er für eine Prinzessin hielt. 1989 wurde eine Datierung der Knochen mittels Radiokohlenstoffdatierung vorgenommen. Die Ergebnisse waren zwar recht ungenau, schlossen aber eine Datierung der etwa 16 bis 17 Jahre alten Frau in die Zeit Djosers nicht aus.
Als Nachfolger von Djoser wird generell Pharao Sechemchet angesehen.

## Herrschaft

### Regierungsdauer
Für die Ermittlung der genauen Dauer von Djosers Herrschaft stehen keine zeitgenössischen Inschriften zur Verfügung, sodass nur auf die Angaben späterer Königslisten zurückgegriffen werden kann. Der im Neuen Reich entstandene Turiner Königspapyrus nennt 19 Jahre und 1 Monat, der im 3. Jahrhundert v. Chr. lebende ägyptische Priester Manetho hingegen 29 Jahre. In der Forschung wird heute allgemein die Angabe des Turiner Papyrus akzeptiert und eine Regierungszeit von 19 bis 20 Jahren angenommen.

### Ereignisse
In einer Inschrift ist Djosers Regierungsübernahme vom 26. Achet III in der ägyptischen Jahreszeit „Überschwemmung“ des ägyptischen Kalenders belegt.
Über weitere Ereignisse während Djosers Regentschaft ist nur wenig bekannt. Der Palermostein schildert die ersten fünf Jahre wie folgt:
| Jahr    | Ereignisse |
| ------- | --- |
| 1. Jahr | Erscheinen des Königs von Ober- und Unterägypten; Vereinigung der beiden Länder; Umschreiten der Weißen Mauern |
| 2. Jahr | Erscheinen des Königs von Ober- und Unterägypten; Überreichen der Sentj-Pfeiler an den König von Oberägypten   |
| 3. Jahr | Horusgeleit; Erschaffung einer Statue des Min                                                                  |
| 4. Jahr | Erscheinen des Königs von Ober- und Unterägypten; Strecken der Schnur für Qebeh-Netjeru („Fontäne der Götter“) |
| 5. Jahr | Horusgeleit, Fest des Djet....                                                                                 |

Die Bruchkante des Palermosteins verläuft genau diagonal durch das fünfte Fenster, weshalb der Rest des Eintrags fehlt und damit unsicher ist, welches Fest genau beschrieben wurde.

### Landesverwaltung
Wohl kurz vor oder während Djosers Regierungszeit gab es erste Ansätze einer grundlegenden administrativen Neugliederung Ägyptens. Während die Verwaltung sich ursprünglich nur auf einzelne landwirtschaftliche Güter stützte, wurde das ganze Land im Verlauf des Alten Reichs in Gaue eingeteilt. Der älteste von ihnen ist der Gau Ma-hedj, der später als 16. oberägyptischer Gau gezählt wurde. Er wird erstmals auf Gefäßaufschriften genannt, die in Djosers Pyramidenanlage gefunden wurden. Nennungen weiterer Gaue finden sich allerdings erst ab der Regierungszeit von Snofru, dem Begründer der 4. Dynastie. Bis zum Ende des Alten Reiches existierten 38 Gaue, deren Zahl sich durch Teilungen bis in die Römerzeit auf 42 erhöhte.
Unter Djoser gelangten mehrere Beamte und Wesire zu hohem Ansehen, allen voran Imhotep, Hesire, Anch-en-iti, Nedjem-Anch und Chai-neferu. Während Imhotep offenkundig Djosers besondere Gunst genoss und in späterer Zeit sogar vergöttlicht wurde, sind vom Beamten Hesire beeindruckende Paneele aus wertvollem Zedernholz erhalten. Chai-neferu tritt hingegen nur auf Steingefäßen und Tonsiegeln auf.

### Expeditionswesen

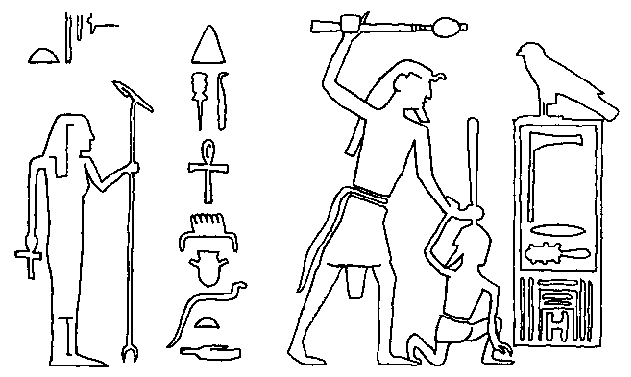
Felsrelief des Djoser im Wadi Maghara

Als erster ägyptischer Herrscher ließ Djoser eine staatlich organisierte Expedition ins Wadi Maghara auf der Sinai-Halbinsel durchführen, um die dortigen Kupfer- und Türkisminen auszubeuten. Hiervon berichtet ein Relief, das Djoser im Wadi anbringen ließ. Dort erscheint er, wie er einen gefangenen Beduinen erschlägt. Neben ihm steht eine Göttin. Hinter dieser ist wiederum eine Figur abgebildet, die nach der Beischrift den Verwalter der Wüste Anch-en-iti zeigt, der also diese Expedition leitete. Zwar gibt es bereits aus vordynastischer Zeit Belege für vereinzelte ägyptische Aktivitäten auf dem Sinai. Zentral organisierte Minen-Expeditionen wurden aber offenbar erst durch entscheidende Fortschritte in der Verwaltung am Ende der 2. und am Beginn der 3. Dynastie möglich.

### Einführung des Goldnamens

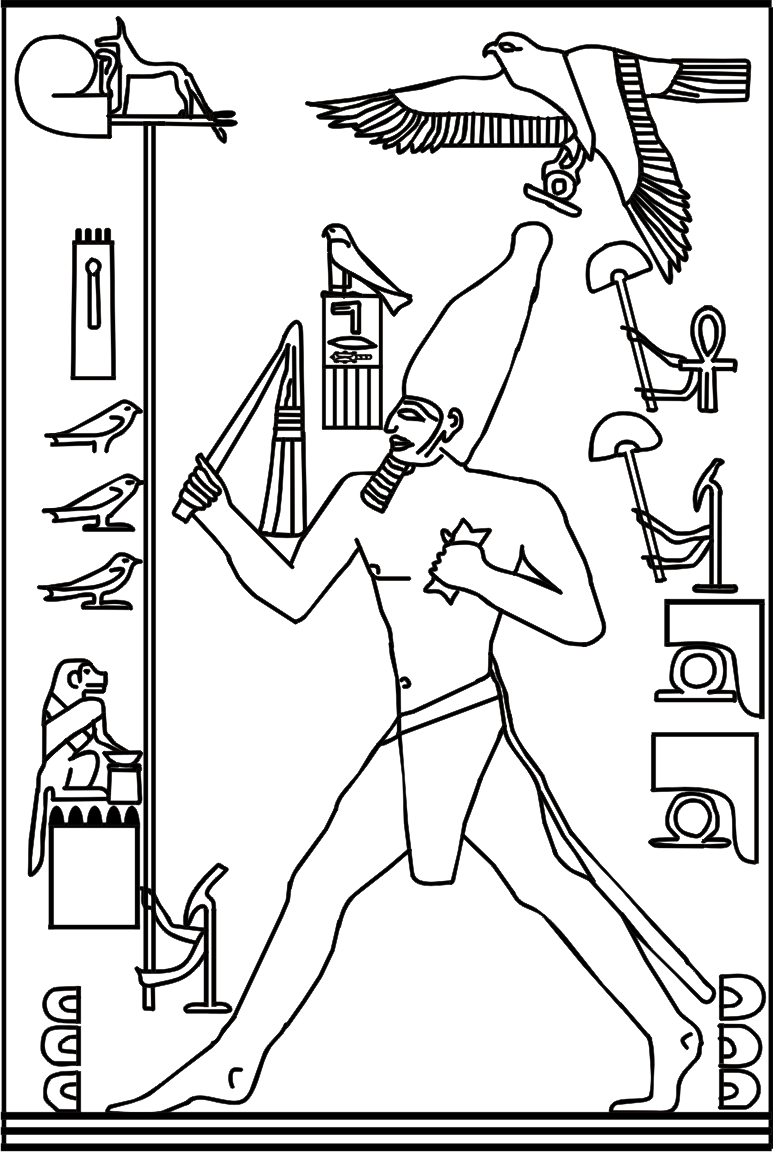
Djoser beim Hebsed-Lauf (Relief aus den unterirdischen Grabgalerien)

Unter Djoser erfuhr der Sonnenkult einen weiteren Aufschwung, der gleichzeitig mit einer erhöhenden Bedeutung des Königs verbunden war. Mindestens seit der 1. Dynastie zeigte sich die Verbindung vom König als lebender Horus unter der Sonne im Beinamen Nebu, aber erst Djoser erhöhte den Königsstatus als lebender Horus auf Erden gleichrangig mit der Sonne. Diese Parallelen zeigten sich auch im Pyramidenbau, der ab Djoser immer größere Maße annahm. Seine neue Konstruktion der Stufenpyramide macht die neue Königsphilosophie deutlich, da mit der neuen Bauart eine anschauliche Erscheinungsform für die Ewigkeit gesetzt werden sollte, und dem König als Zeichen des gleichberechtigten Herrschers gemeinsam mit der Sonne ein unvergängliches Denkmal erbaut wurde. Außerdem ließ Djoser sein Grab direkt in seiner Pyramide errichten und verlegte ergänzend sein Scheingrab von Abydos nach Sakkara.
Ein weiterer Anhaltspunkt für den erweiterten Sonnenkult ist das erstmals aus Stein errichtete Scheingrab (Südgrab), das die sonst übliche Mattenkonstruktion aus Holz und Metall ersetzte. Insgesamt erfuhr der Grabkomplex durch die Veränderungen gegenüber der traditionellen Bauweise eine sehr viel weitere Ausdehnung. Die Ägyptologen Jochem Kahl, Steven Quirke und Wolfgang Helck weisen im direkten Zusammenhang auf Djosers Einführung des Goldhorus-Namens hin, der zwar die Sonne nicht über den König stellte und zum eigenständigen Gott erhob, aber insbesondere die neue und stärkere Verschmelzung des Königs mit der Sonne deutlich machte.
Kahl und Quirke nehmen an, dass während der Einführung des Goldhorus-Namens auch das geistig-religiöse Denken zu Djosers Zeiten einen starken Wandel erfahren und zukünftige Generationen beeinflusst haben muss, da nachkommende Herrscher den Goldhorus-Namen sofort übernahmen (vergleiche Chaba).

## Bautätigkeit

### Sakkara

#### Die Djoser-Pyramide

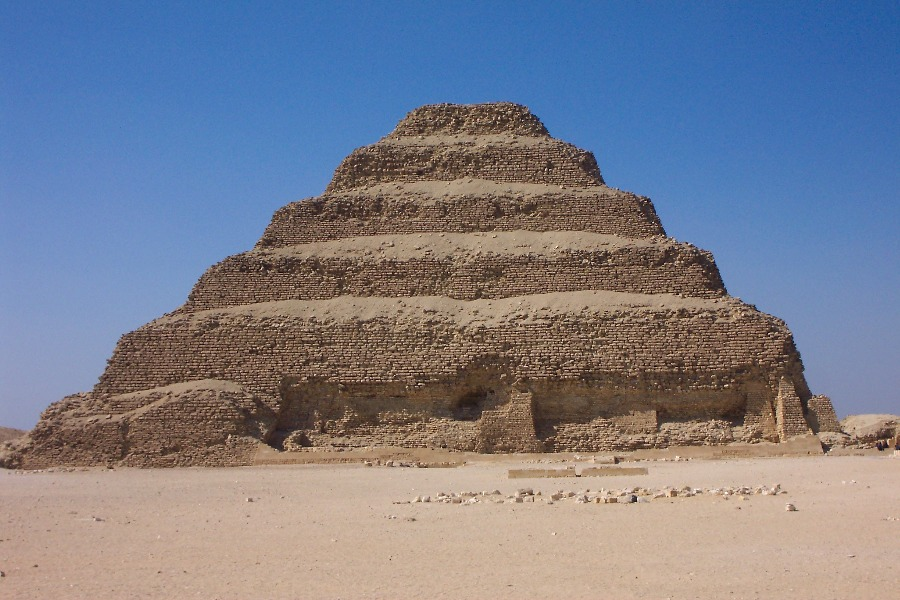
Djosers Stufenpyramide in Sakkara

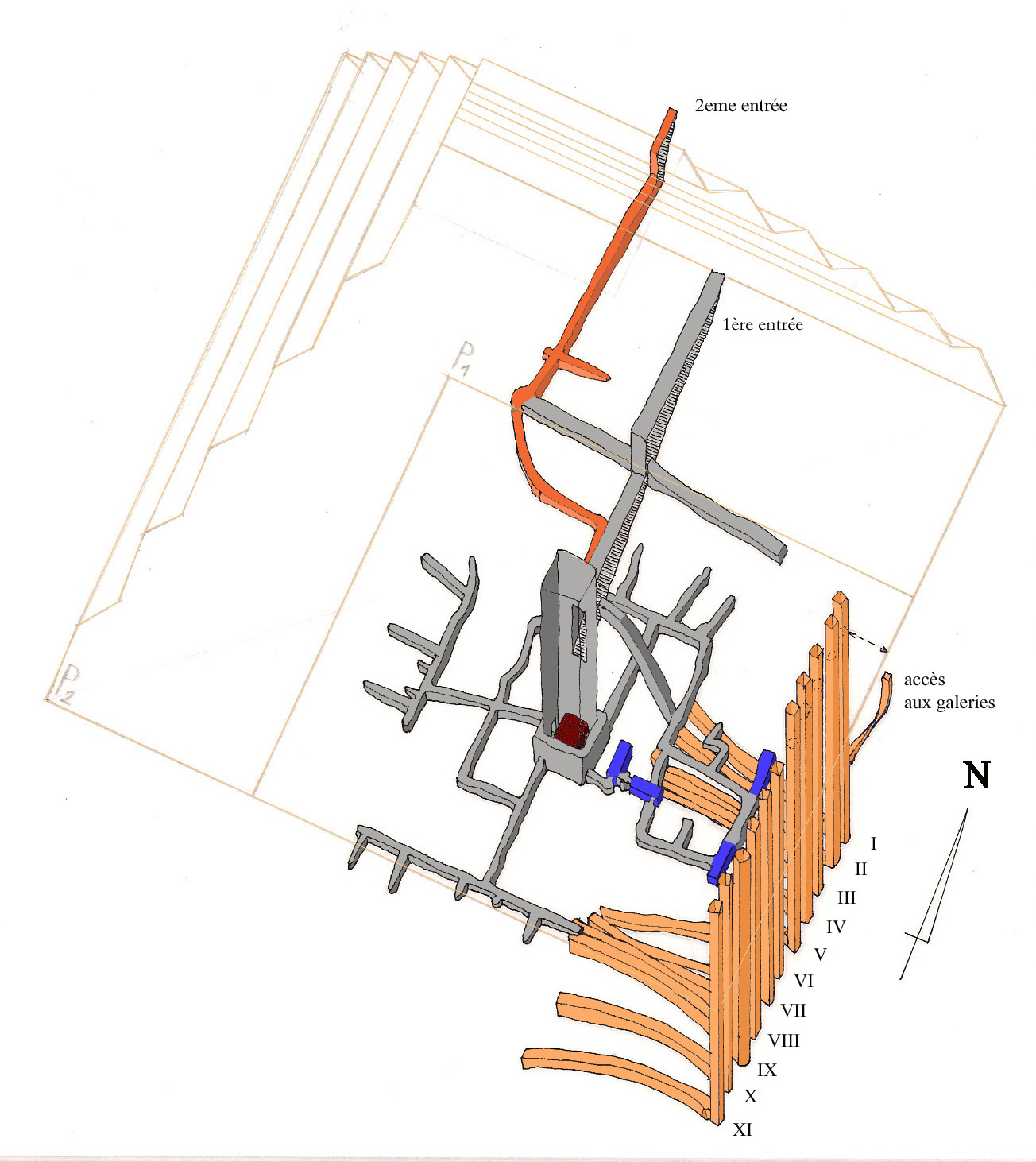
Das unterirdische Kammersystem der Pyramide

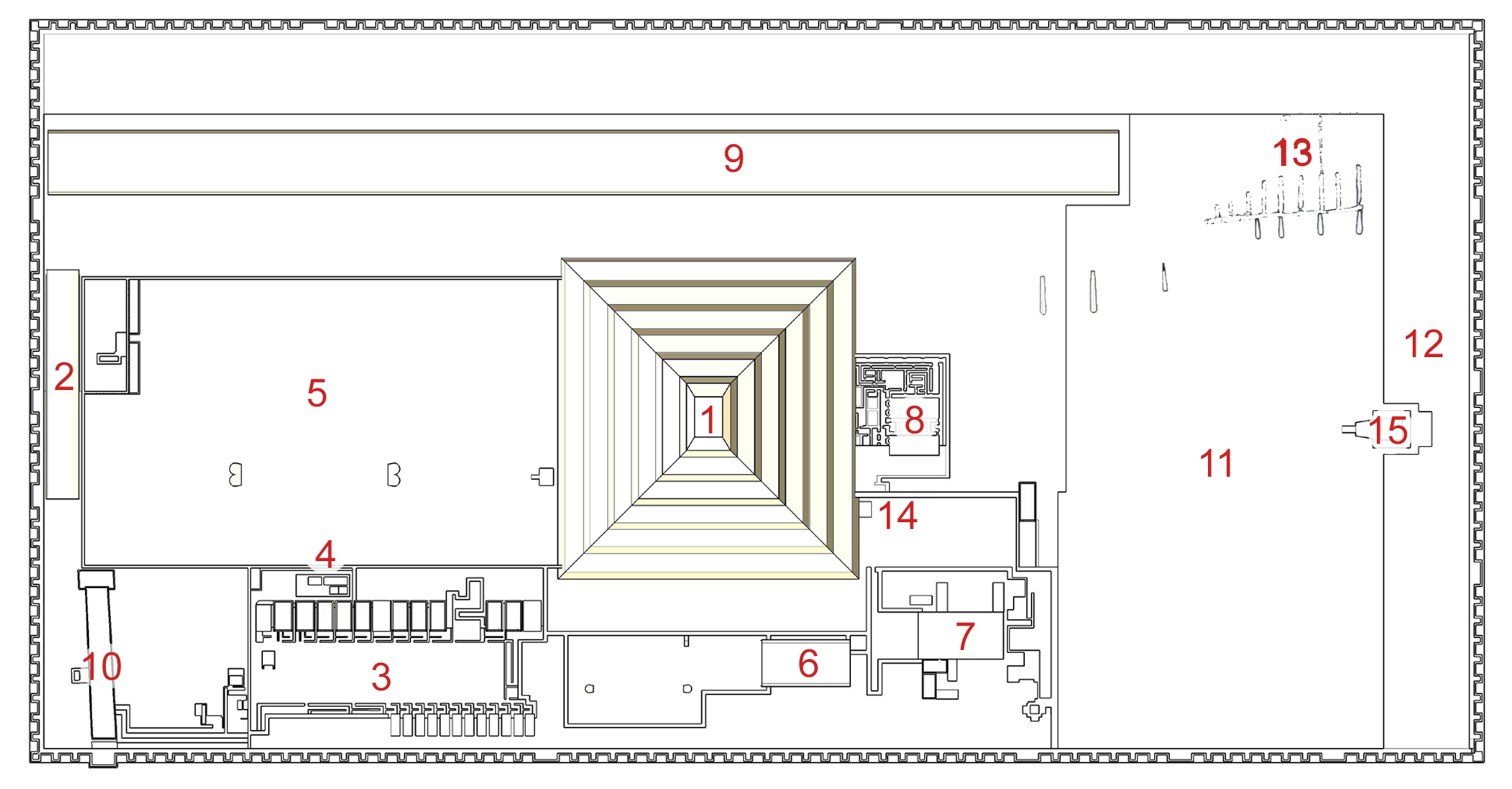
Plan des Pyramidenkomplexes. 1: Stufenpyramide, 2: Südgrab, 3: Sed-Fest-Hof und -Kapellen, 4: Tempel T, 5: Südhof, 6: Südpavillon, 7: Nordpavillon, 8: Totentempel, 9: Westgalerien, 10: Eingangskolonnade, 11: Nordhof, 12: Nordgalerien, 13: Treppengräber, 14: Serdab, 15: Nordaltar

Die Djoser-Pyramide ist der zweitälteste noch erhaltene, aus behauenen Steinen gemauerte Monumentalbau Ägyptens. Mit ihrem Bau leitete Djoser die Epoche der Pyramiden in Ägypten ein. Sie wurde in sechs Baustufen errichtet und ihr Aussehen dabei mehrfach maßgeblich verändert. Ursprünglich nur als 8 m hohe Mastaba geplant, wurde sie zunächst zweimal in Länge und Breite erweitert. In drei weiteren Baustufen wurde sie später zunächst in eine vierstufige und schließlich in eine sechsstufige Pyramide mit einem Basismaß von 121 m × 109 m und einer Höhe von 62 m umgewandelt.
Im anstehenden Fels unter dem Zentrum der Stufenpyramide wurde die Grabkammer errichtet. Wegen der ursprünglichen Konzeption der Pyramide als flache Mastaba erstreckt sich über der Grabkammer ein senkrechter Schacht, der als Zugang dienen sollte. Diese Funktion übernahmen nach dem Umbau des Bauwerks zwei schräg verlaufende Schächte, die von der Nordseite der Pyramide aus zugänglich sind. Von der Grabkammer zweigen nach allen vier Himmelsrichtungen Gänge ab, die alle in komplexen Galeriesystemen auslaufen. Teile des Komplexes sind mit Fayence-Kacheln und Reliefdarstellungen des Königs verziert.
Unabhängig hiervon existieren an der Ostseite der Pyramide noch elf Schächte, die zunächst senkrecht nach unten und dann waagerecht unter die Pyramide führen. Die fünf nördlichen Schächte dienten als Gräber von Djosers Familienangehörigen, sie wurden allerdings bereits im Altertum beraubt. Bei den anderen sechs Schächten handelt es sich um Magazinräume. In ihnen wurden Keramik und Steingefäße aus den Gräbern fast sämtlicher Könige der 1. und 2. Dynastie aber auch aus Beamtengräbern dieser Perioden gefunden.
Um die Pyramide herum erstreckt sich ein weitläufiger Komplex, bei dem es sich um den größten aller ägyptischen Pyramiden handelt. An die Nordseite der Pyramide schließt sich der Totentempel an. Dieser besteht aus zwei offenen Höfen und mehreren Räumen, deren genaue Funktion nicht vollkommen klar ist, da der Tempel in seiner Konzeption deutlich von den später üblichen Totentempeln abweicht. Östlich des Tempels befindet sich der Serdab, in dem eine Statue des Djoser aufgestellt war, die sich heute im Ägyptischen Museum in Kairo befindet.
Am dichtesten bebaut ist der Bereich östlich der Pyramide. Dort schließen sich an den Serdab zunächst zwei Gebäude an, die als Nord- und Südpavillon bezeichnet werden und deren Funktion nicht ganz klar ist. Vermutlich handelt es sich um symbolische Verwaltungsgebäude für Ober- und Unterägypten. Südöstlich der Pyramide erstreckt sich der Sedfest-Hof, der an seiner Westseite von 13 großen und an seiner Ostseite von zwölf kleinen Kapellen flankiert wird, bei denen es sich um symbolische Massivbauten ohne tatsächliche Innenräume handelt. Nördlich der 13 großen Kapellen liegt ein weiteres Gebäude, das als Tempel «T» bezeichnet wird, und das wohl im Sedfest eine Rolle spielte. In der Südostecke des Komplexes befindet sich eine breite Eingangskolonnade.
Den größten Teil der Südseite der Pyramide nimmt ein offener Hof ein. Dieser Südhof weist als einzige Bebauung lediglich zwei B-förmige Strukturen auf, die als Wendemarken für den symbolischen Lauf des Königs beim Sedfest interpretiert werden. In der Südwestecke des Hofes befindet sich das sogenannte Südgrab, das gewissermaßen eine verkleinerte Version des Grabkomplexes unter der Pyramide darstellt. Auch die Dekoration ähnelt diesem. Dieses Bauwerk könnte als provisorisches Grab für Djoser gedacht gewesen sein, aber auch als symbolisches Grab für sein Ka.
Den gesamten Westen des Komplexes nehmen die sogenannten Westmassive ein, unter denen sich lange Gänge und über 400 Kammern befinden. Es ist bislang unklar, ob es sich hierbei um Lagerräume, Grabanlagen für Djosers Dienerschaft, ein usurpiertes Grab eines früheren Königs oder um den ursprünglichen Entwurf für Djosers Grab handelt.
Der Bereich nördlich der Pyramide wird von einem noch nicht vollständig untersuchten offenen Hof eingenommen. An seiner Nordseite befindet sich ein Altar und westlich von diesem weitere Galerien, bei denen es sich um Magazinräume handelt. Im Nordwesten des Hofs liegen mehrere Treppengräber, bei denen es sich um die Reste einer älteren Nekropole handelt, die durch die Pyramidenanlage des Djoser überbaut wurde.
Der gesamte Pyramidenkomplex ist von einer Mauer umgeben. Sie hat eine Länge von 545 m und eine Breite von 278 m. Die Mauer ist im typischen Stil der Palastfassade mit Vorsprüngen und Nischen ausgeführt und weist 14 Scheintore auf. Die Mauer ihrerseits ist noch einmal von einem monumentalen Graben umgeben, der eine Breite von 40 m hat und den gesamten Komplex in einer maximalen Ausdehnung von 750 m umschließt.

#### Privatgräber in Sakkara
Siegel mit Djosers Horusnamen wurden in drei Privatgräbern in Sakkara gefunden: In Grab S2305, Grab S3518 sowie in der Mastaba des Hesire (Grab S2405).

### Bait Challaf
Die nördlich von Abydos gelegene Nekropole Bait Challaf besteht aus fünf Mastabas, von denen vier durch Siegelfunde in die Regierungszeit Djosers datiert werden können. Die größte von ihnen, Mastaba K1, hat Ausmaße von 45 × 85 m und ist über 8 m hoch. Ihr Kernmauerwerk besteht aus mehreren nach innen geneigten Mänteln aus Nilschlamm-Ziegeln. Möglicherweise besaß sie ursprünglich einen nischengegliederten Unterbau. An der Ostseite führt eine Rampe auf das Dach, auf dem sich der Eingang zum Kammersystem befindet. Der Treppengang besitzt ein Tonnengewölbe, bei dem es sich um das älteste bekannte Gewölbe in Ägypten handelt. Das unterirdische Kammersystem bildet die Räume eines Wohnhauses oder Palastes nach und enthielt große Mengen an Keramik- und Steingefäßen. Aufgrund ihrer Größe und der aufgefundenen Siegel wurde die Mastaba ursprünglich für das Grab des Djoser gehalten. Da aber auch Siegel mit dem Namen von Königin Nimmaathapi gefunden wurden, scheint es wahrscheinlich, dass es sich um ihr Grab handelt. Bei den deutlich kleineren Mastabas K3, K4 und K5, in denen ebenfalls Siegel mit Djosers Namen gefunden wurden, scheint es sich um die Gräber von weniger bedeutsamen Mitgliedern aus Nimaathapis Familie zu handeln.

### Elephantine
Bislang ungeklärt ist das genaue Ausmaß von Djosers Aktivitäten auf der Insel Elephantine. Zeitgenössisch ist er bislang nur durch mehrere Siegelabdrücke bezeugt, die aber für sich genommen keine unmittelbaren Belege für Bautätigkeiten darstellen. Die erst in ptolemäischer Zeit entstandene Hungersnotstele (siehe unten) nennt allerdings einen Tempel des Chnum, der von Djoser auf Elephantine oder einer benachbarten Insel (etwa Sehel oder Philae) gegründet worden sein könnte.

### Gebelein
Unsicher ist die Datierung mehrerer Reliefblöcke aus dem Tempel der Hathor in Gebelein. Die Blöcke bestehen aus Kalkstein und befinden sich heute im Ägyptischen Museum in Kairo und im Museo Egizio in Turin. Auf ihnen ist unter anderem die Darstellung eines Königs abgebildet. Da aber keine Namensnennung erhalten ist, können sie nur stilistisch ans Ende der 2. oder den Anfang der 3. Dynastie datiert werden. William Stevenson Smith hielt sie für Werke aus der Zeit des Djoser, Toby Wilkinson hingegen tendiert eher zu seinem Vorgänger Chasechemui.

### Heliopolis
Aus Heliopolis sind die Reste eines kleinen Bauwerks erhalten. Sie wurden zu Beginn des 20. Jahrhunderts von Ernesto Schiaparelli im Fundament eines Nachfolgebaus entdeckt. Es handelt sich um 36 Fragmente einer kleinen Kapelle, die wohl zum Sedfest Djosers errichtet wurde und der Aufstellung einer Kultstatuette des Königs diente. Das genaue Aussehen der Kapelle lässt sich aus den erhaltenen Resten nicht rekonstruieren. Die Fragmente befinden sich heute im Museo Egizio in Turin. Ein Stück zeigt eine Palastfassade und einen Teil von Djosers Horusnamen, ein zweites den oberen Teil einer Darstellung des thronenden Königs mit Perücke, Zeremonialbart und Sedfest-Mantel. Auf einem dritten Stück ist der untere Teil einer weiteren Darstellung des thronenden Königs zu sehen. Zu seinen Füßen knien drei Frauen, bei denen es sich um Königin Hetephernebti, Prinzessin Inetkaes und eine unbekannte Person handelt.

## Besondere Funde

### Königsplastik

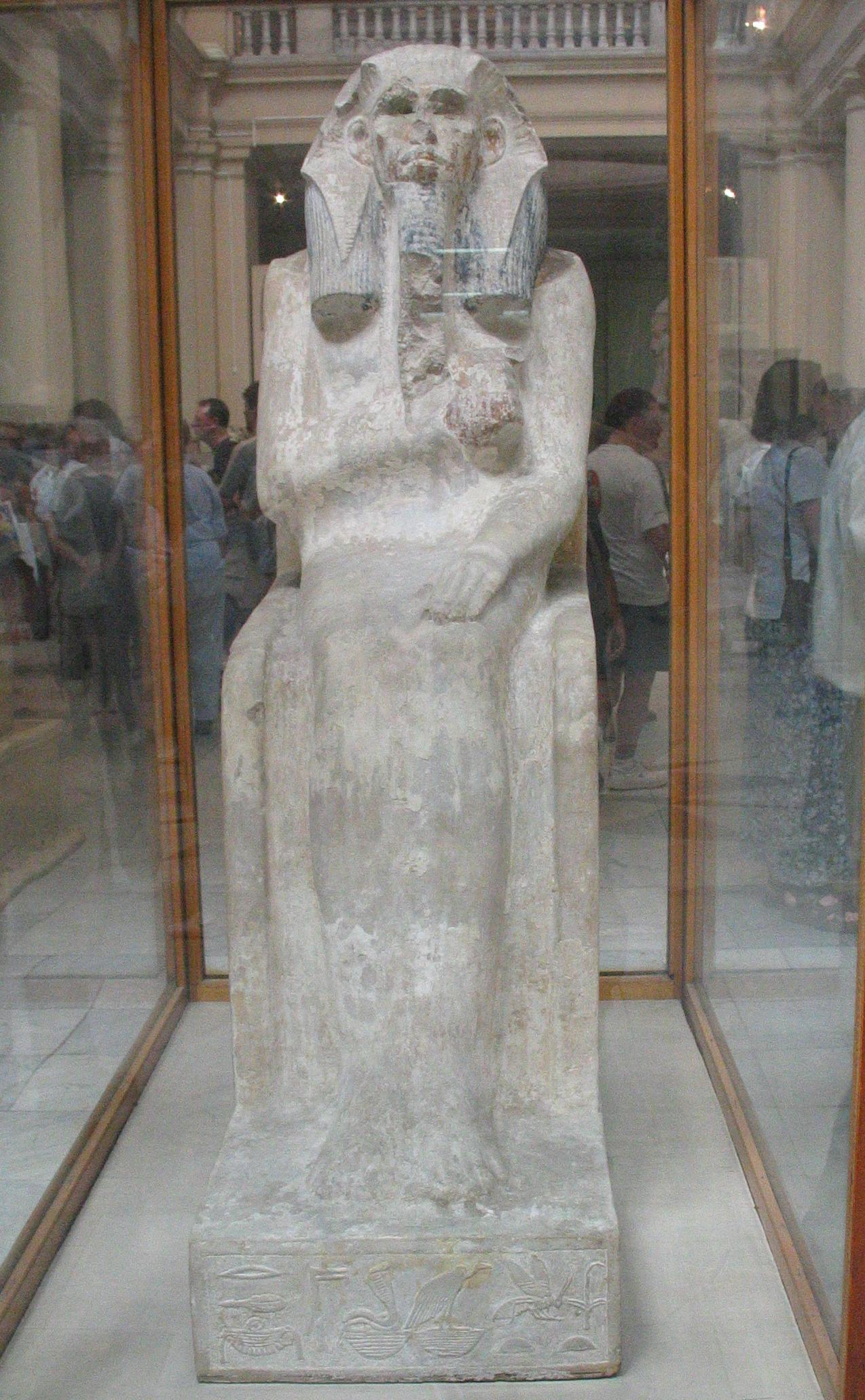
Statue des Djoser im Ägyptischen Museum in Kairo (JE 49156)

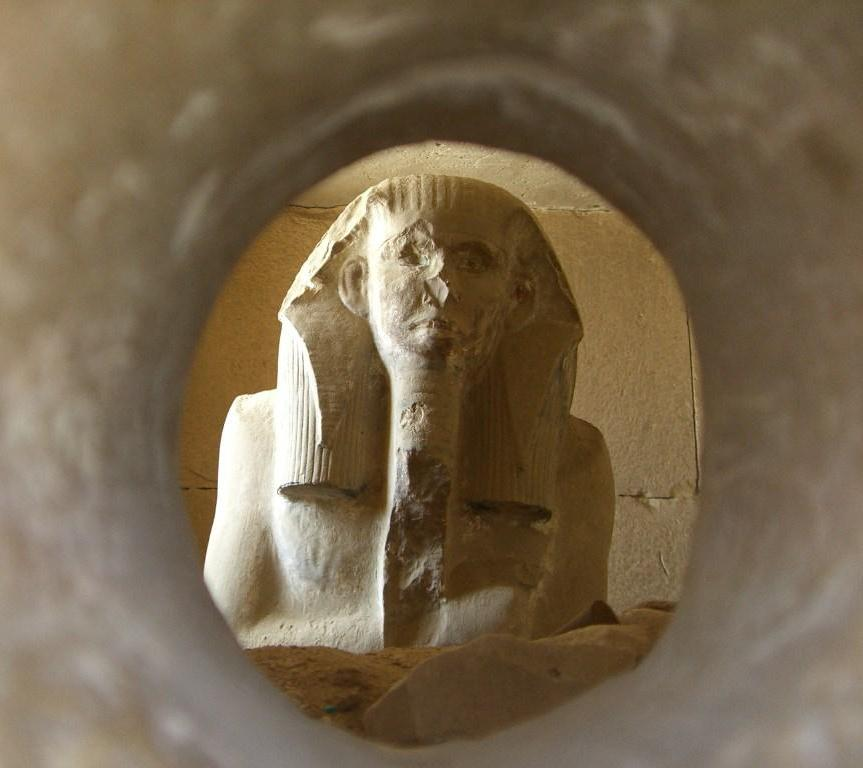
Replik der Statue im Serdab der Djoser-Pyramide

Das zweifellos bekannteste Kunstwerk aus Djosers Epoche ist seine lebensgroße Sitzstatue aus Kalkstein, die aus dem Serdab des Djoser-Komplexes in Sakkara stammt. Entdeckt wurde das Meisterwerk um 1924 von Cecil Mallaby Firth. Die Statue besteht aus poliertem Kalkstein. Der Pharao trägt ein hautenges Hebsed-Gewand und ein plissiertes Nemes-Kopftuch über einer mehrstufigen dreigeteilten Frisur. Das Nemes wirkt proportional zur Frisur etwas zu klein und wird heute als eine Art Prototyp des Nemes angesehen. Außerdem verrät das Nemes, dass Djoser kein echtes Haar trägt, sondern eine Perücke. Sein Kinn ist mit einem kräftigen Pharaonenbart geschmückt, es sind sogar Reste eines schmalen Schnurrbarts zu erkennen. Hände und Gesicht waren ursprünglich braun-rot bemalt, die oberen und unteren Augenpartien waren mit dunkler Farbe verziert. Die Augenhöhlen waren ehemals auf ihrer Innenseite bemalt und mit Kristallsteinen überlegt worden – bei Auffinden der Statue waren die Kristalle jedoch geraubt und die Statue stark beschädigt. Das Original der Statue befindet sich heute im Ägyptischen Museum in Kairo (Inventar-Nr. JE 49156), während im Serdab eine Replik aufgestellt ist. Ein Seitenstein des Serdab wurde bei der Rekonstruktion durch eine Scheibe ersetzt, um Besuchern einen Blick ins Innere des Serdabs zu ermöglichen.
Ebenfalls in Kairo befindet sich eine weitere Statue (Inventar-Nr. JE 49889 und 49889a–g), von der lediglich die Basis mit den Füßen des Königs erhalten ist. Auch sie wurde bei den Grabungen von Firth im Pyramidenbezirk des Djoser entdeckt. Sie besteht aus Kalkstein und weist Reste von Bemalung auf. Das Stück stellte Djoser einst überlebensgroß dar. Mit seinen Füßen zertritt er neun Bögen, welche die als Feinde Ägyptens verstandenen Fremdvölker symbolisieren. Vor seinen Füßen befinden sich darüber hinaus drei Rechit-Vögel, welche für feindliche Völker im Nildelta stehen. Die Vorderseite der Statuenbasis trägt den Namen und die Titulatur des Königs sowie eine Inschrift mit dem Namen Imhotep.
Ein drittes heute in Kairo befindliches Stück (Inventar-Nr. JE 60487) ist der Rest einer Standfigur des Königs aus Kalkstein. Es sind nur der Torso und Reste der Beine erhalten. Der König ist nicht in Schrittstellung, sondern mit geschlossenen Beinen dargestellt und trägt um die Hüften eine Gürtel mit Hathor-Bändern.
Von einer Statuengruppe sind lediglich die Basis und die Füße erhalten. Das Stück besteht aus Kalkstein und hat eine erhaltene Höhe von 13 cm, eine Breite von 183 cm und eine Tiefe von 42 cm. Auf der Basis stehen insgesamt vier Fußpaare, davon sind die beiden rechten Paare deutlich kleiner als die linken.
Statuenfragmente, die der Serdabstatue ähneln, wurden im Bereich des Totentempels gefunden, was auf einen eventuell vorhandenen zweiten Serdab hindeuten könnte.

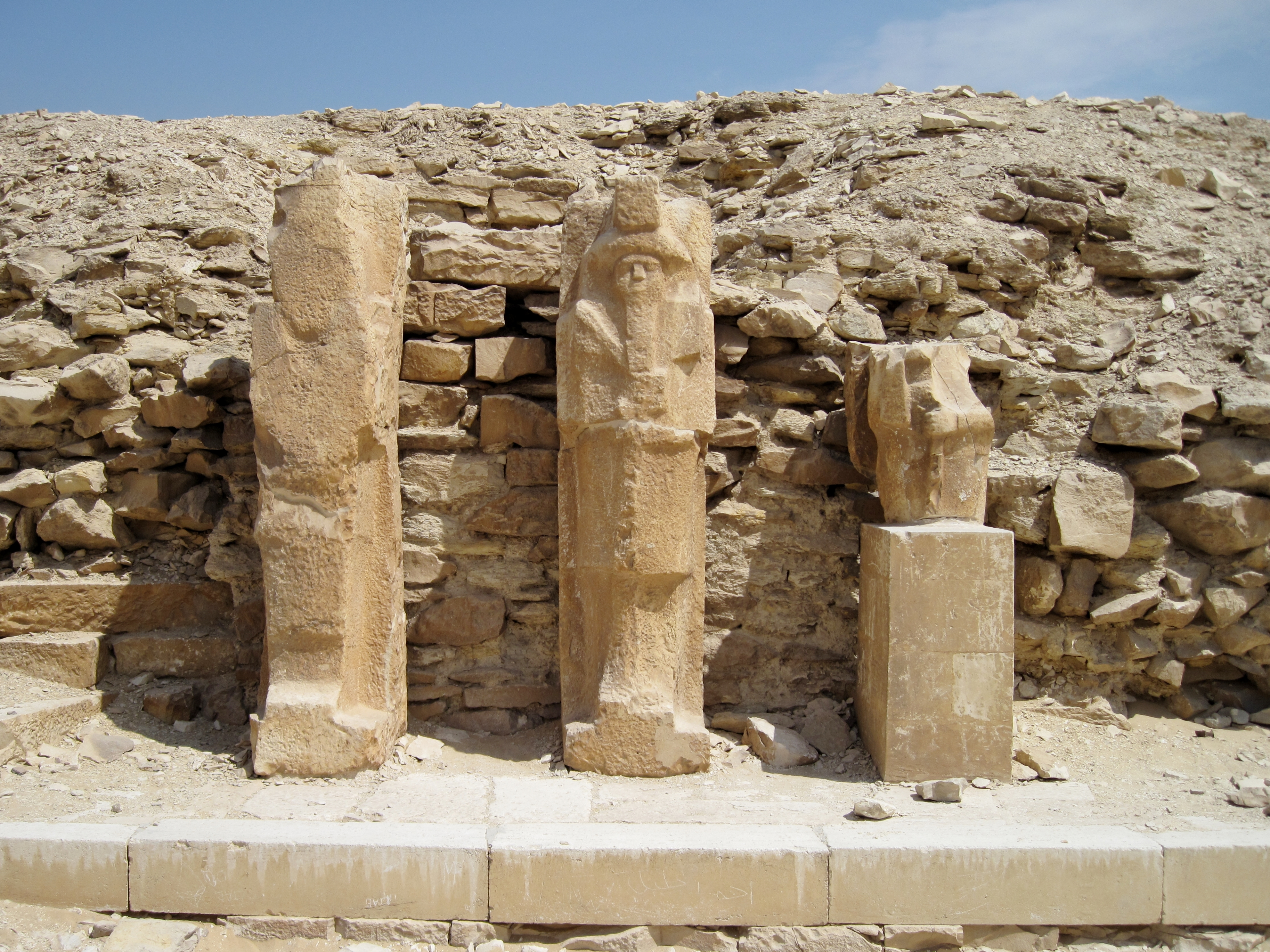
Unvollendete Statuen, Pyramidenkomplex des Djoser
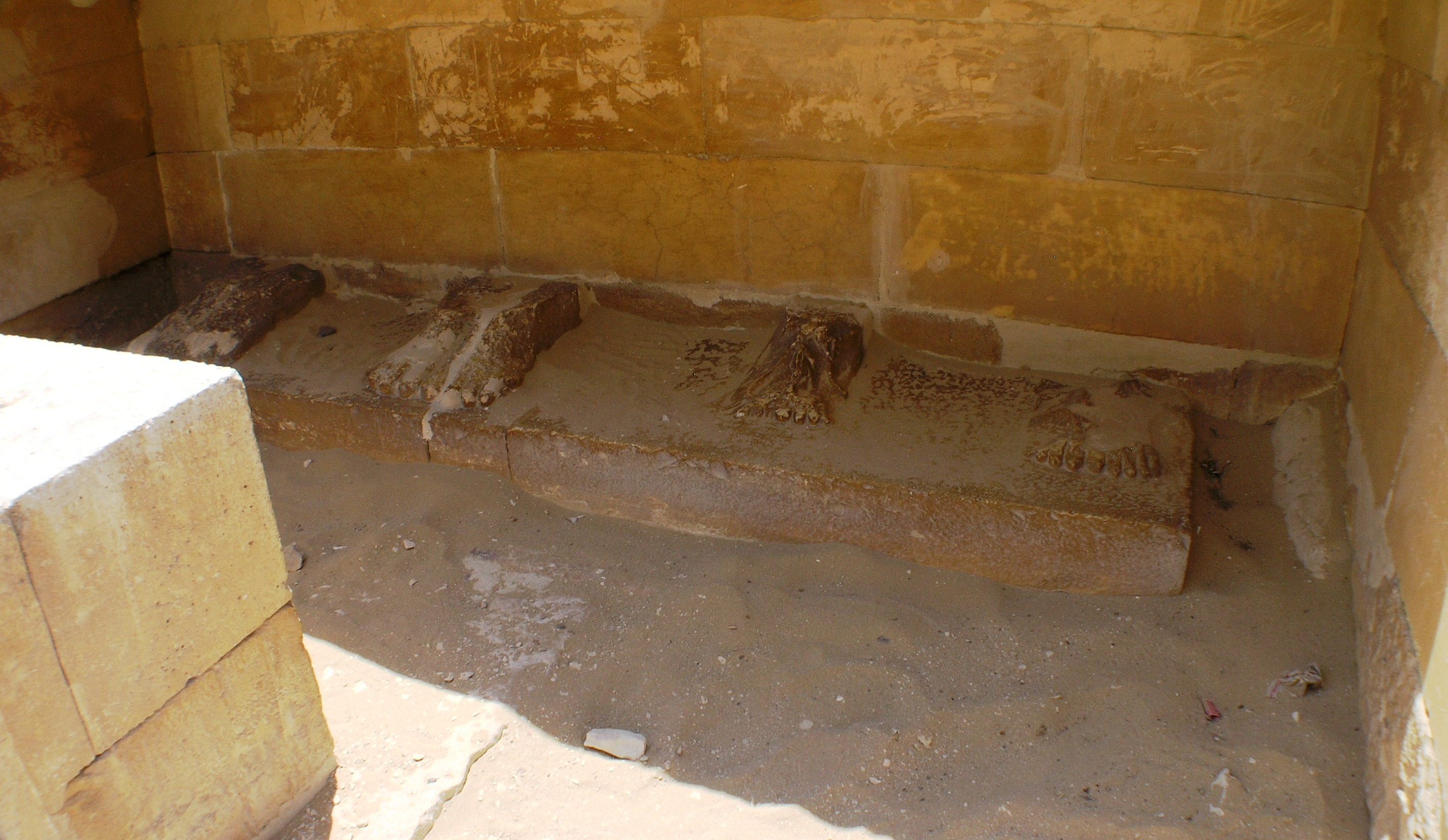
Reste einer Statuengruppe, Pyramidenbezirk des Djoser

### Weitere Statuen

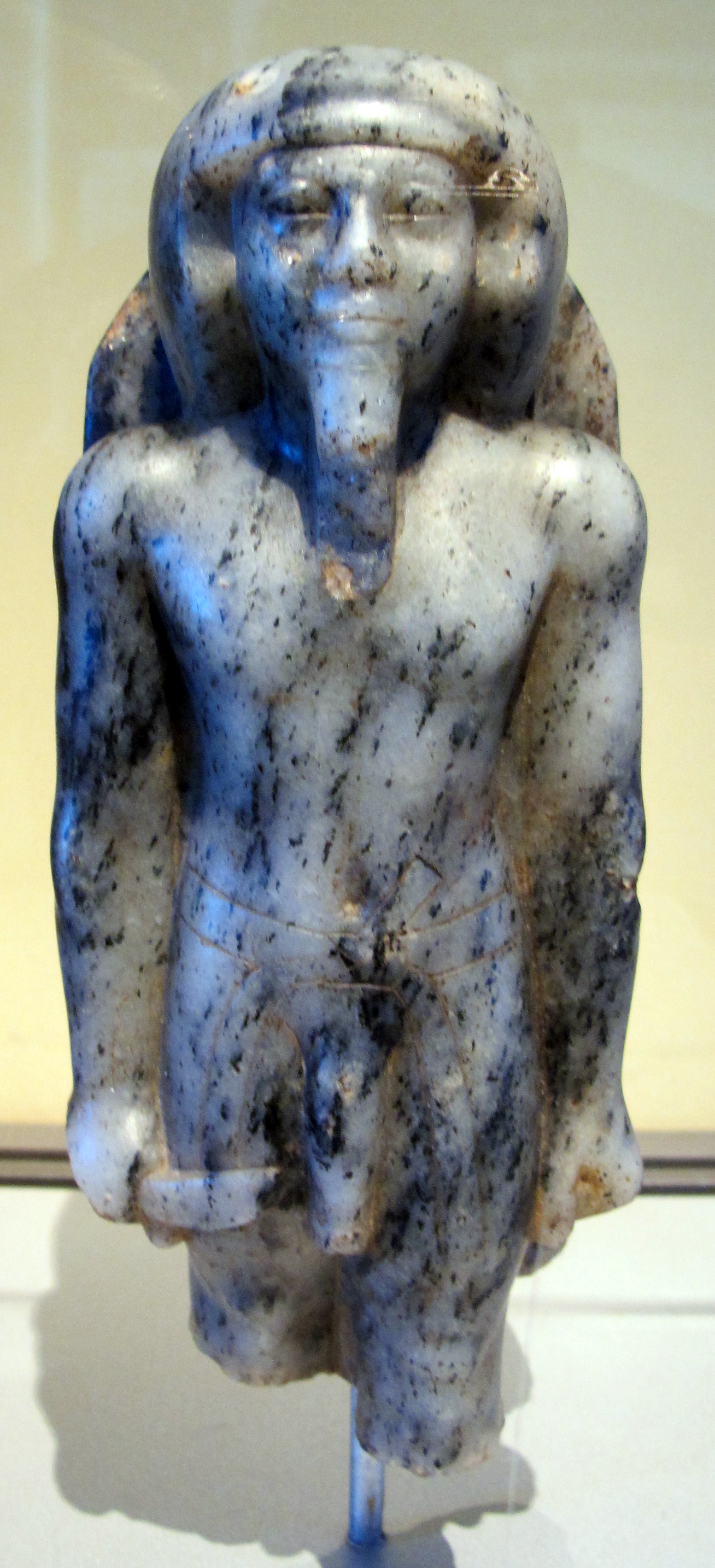
Statuette eines Gottes, möglicherweise aus dem Pyramidenbezirk des Djoser; Brooklyn Museum (58.192)

Eine Statue, die sich heute im Brooklyn Museum (Inventar-Nr. 58.192) befindet, stammt möglicherweise ursprünglich aus dem Pyramidenkomplex des Djoser. Es handelt sich um eine kleine Figur, die eine männliche Gottheit, vielleicht Onuris, darstellt. Das Stück besteht aus anorthositischem Gneis und hat eine erhaltene Höhe von 21,4 cm, eine Breite von 9,7 cm und eine Tiefe von 8,9 cm. Es zeigt eine nur von den Oberschenkeln aufwärts erhaltene Figur mit einer breiten, oben abgerundeten Rückenplatte. Der Gott ist in Standschrittstellung mit nach vorn gesetztem linken Bein wiedergegeben und trägt um die Hüften einen Gürtel und eine Phallustasche. Die Arme liegen seitlich am Körper an. Die linke Hand ist zur Faust geballt, die rechte hält ein Messer. Der Gott trägt einen bis zur Brust reichenden Zeremonialbart und eine voluminöse runde Perücke.
Das Museum für Kunst und Geschichte in Brüssel beherbergt eine ganz ähnliche Figur (Inventar-Nr. E 7039). Auch dieses Stück ist von unsicherer Herkunft, ähnelt dem Brooklyner Stück aber stark in Material und Ausführung. Es besteht ebenfalls aus Gneis und hatte ursprünglich wohl eine Höhe von etwa 30 cm. Erhalten sind lediglich der Kopf mit kurzer Perücke und der obere Teil eines abgerundeten Rückenpfeilers. Die Gesichtszüge sind nur wenig ausgearbeitet worden, die Kinnpartie ist abgebrochen.
Neben Götterfiguren gibt es aus Djosers Regierungszeit noch mehrere Gefangenenköpfe, die vermutlich ursprünglich als Thron- oder Statuenbasen dienten. Zwei dieser Stücke befinden sich heute in Kairo. Das erste (Inventar-Nr. JE 49613) besteht aus Granit und hat eine Höhe von 25 cm, eine Breite von 45 cm und eine Tiefe von 20 cm. Es bestand ursprünglich aus drei Köpfen, von denen aber nur noch zwei erhalten sind. Der rechte zeigt einen Libyer, der linke einen Asiaten. Der verlorene Kopf dürfte vermutlich einen Nubier dargestellt haben. Das zweite in Kairo befindliche Stück (vorl. Inventar-Nr. 18.2.26.5) besteht aus Schiefer und zeigt zwei Köpfe.
Von unbekannter Herkunft ist ein drittes Stück, das sich heute im Staatlichen Museum Ägyptischer Kunst in München befindet. Es lässt sich lediglich stilistisch der 3. Dynastie und hier am ehesten der Regierungszeit des Djoser zuordnen. Es handelt sich um einen Block aus Alabaster mit einer Höhe von 19,5 cm, einer Breite von 35 cm und einer Tiefe von 23 cm. Auf zwei aneinandergrenzenden Seitenflächen sind jeweils zwei Köpfe ausländischer Feinde dargestellt. Bei einem Paar handelt es sich um Asiaten, bei dem anderen um Libyer.

## Djoser im Gedächtnis des Alten Ägypten
Djoser und sein Günstling Imhotep wurden beide in späterer Zeit gleichermaßen verehrt und sogar vergöttlicht. Djosers Name erscheint auf zahllosen Objekten und in Legenden aus späteren Epochen.

### Mittleres Reich und Zweite Zwischenzeit

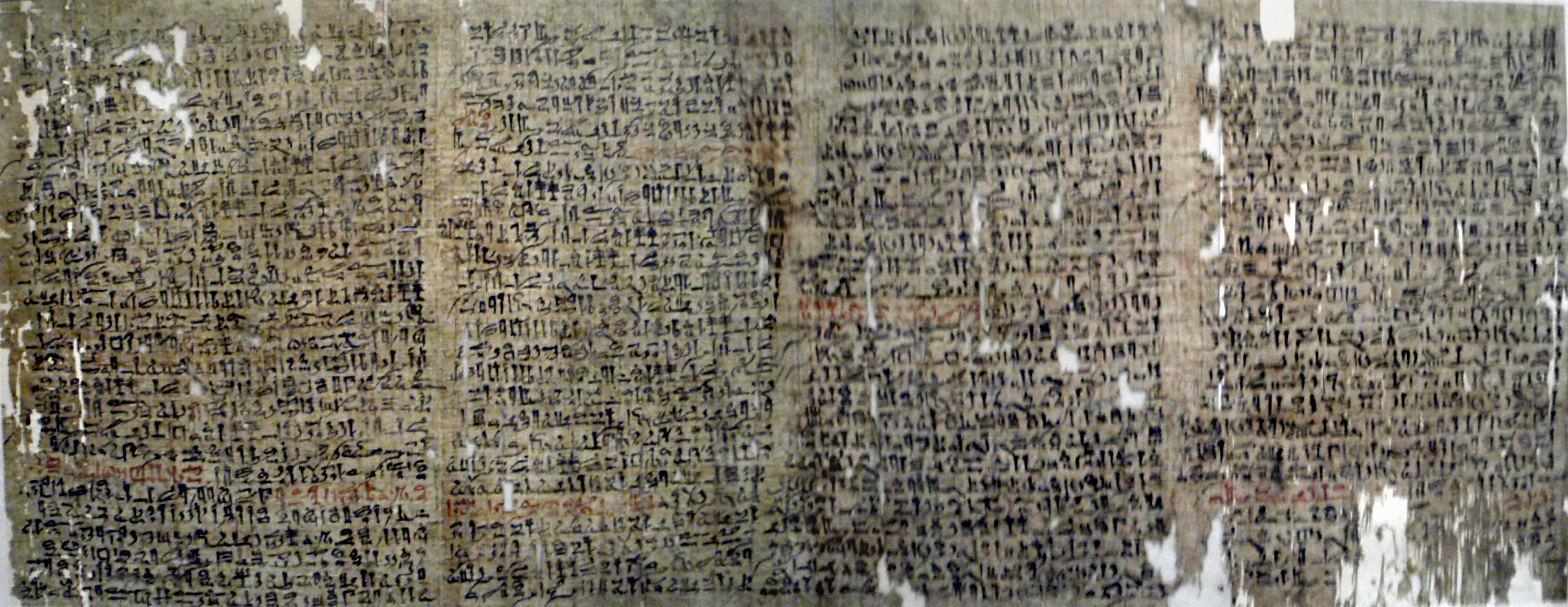
Der Papyrus Westcar

Aus der 12. Dynastie stammt eine Statue, die Sesostris II. zu Ehren Djosers anfertigen ließ. Sie besteht aus Diorit und befindet sich heute im Ägyptischen Museum in Berlin. Nur die untere Hälfte der Statue ist erhalten. Es handelt sich um eine Sitzfigur, die Djoser auf einem Thron zeigt. Er trägt einen Schurz und hat die rechte Hand zur Faust geballt auf den Oberschenkel gelegt. Seine Füße sind im typischen Stil des Mittleren Reichs übernatürlich groß gestaltet. Mit ihnen zertritt er neun Bögen, welche die Feinde Ägyptens symbolisieren. Die Herkunft des Stückes ist unbekannt, jedoch deuten Format, Material und Stil auf Theben hin. Eventuell war der ursprüngliche Aufstellungsort der Tempel von Karnak, wo bereits Sesostris I. Statuen für Sahure und Niuserre, zwei Könige der 5. Dynastie, aufstellen ließ.
Djoser ist außerdem eine der Hauptpersonen im berühmten Papyrus Westcar, der mehrheitlich in das Mittlere Reich oder in die Zweite Zwischenzeit (13. Dynastie) datiert wird. In ihm werden Wunder und Sagen aus den Regierungszeiten der Pharaonen Djoser, Nebka, Snofru und Cheops erzählt. Die Geschichte um Djoser ist nur noch als Schlusssatz erhalten, der Name der Heldenfigur (vermutlich Imhotep) ist verloren.

### Neues Reich und Dritte Zwischenzeit

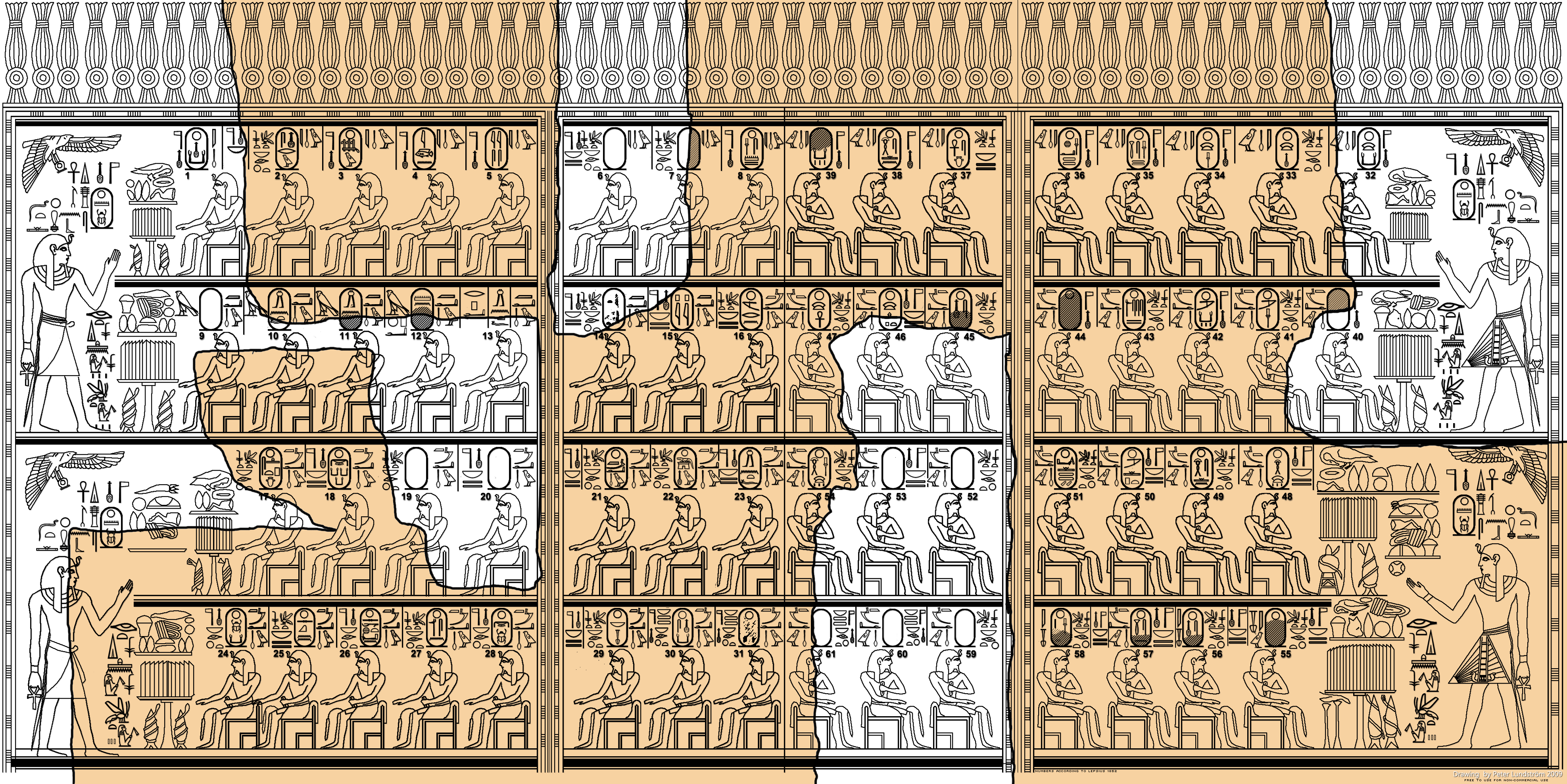
Umzeichnung der Königsliste von Karnak

Während des Neuen Reiches wurde in der 18. Dynastie unter Thutmosis III. im Karnak-Tempel in Theben die sogenannte Königsliste von Karnak angebracht, in welcher Djosers Name vermutlich genannt war. Im Gegensatz zu anderen altägyptischen Königslisten handelt es sich hierbei nicht um eine vollständige Auflistung aller Herrscher, sondern um eine Auswahlliste, die nur diejenigen Könige nennt, für die während der Regierungszeit von Thutmosis III. Opfer dargebracht wurden. Djosers Namenszug selbst ist nicht erhalten. Die Liste beginnt mit einem zerstörten Eintrag und fährt dann mit Snofru, dem Begründer der 4. Dynastie fort. Zwar wurde der erste Eintrag teilweise als Neferkare gelesen, jedoch beruht dies auf einer fehlerhaften Interpretation durch Karl Richard Lepsius. Da die Karnak-Liste auf einer Reihe von Statuen beruht, die in der 12. Dynastie im Tempel aufgestellt wurden und für Djoser eine Statue aus dieser Zeit bekannt ist, die vermutlich aus Karnak stammt, ist es recht wahrscheinlich, dass der erste Eintrag der Liste Djoser gewidmet war.

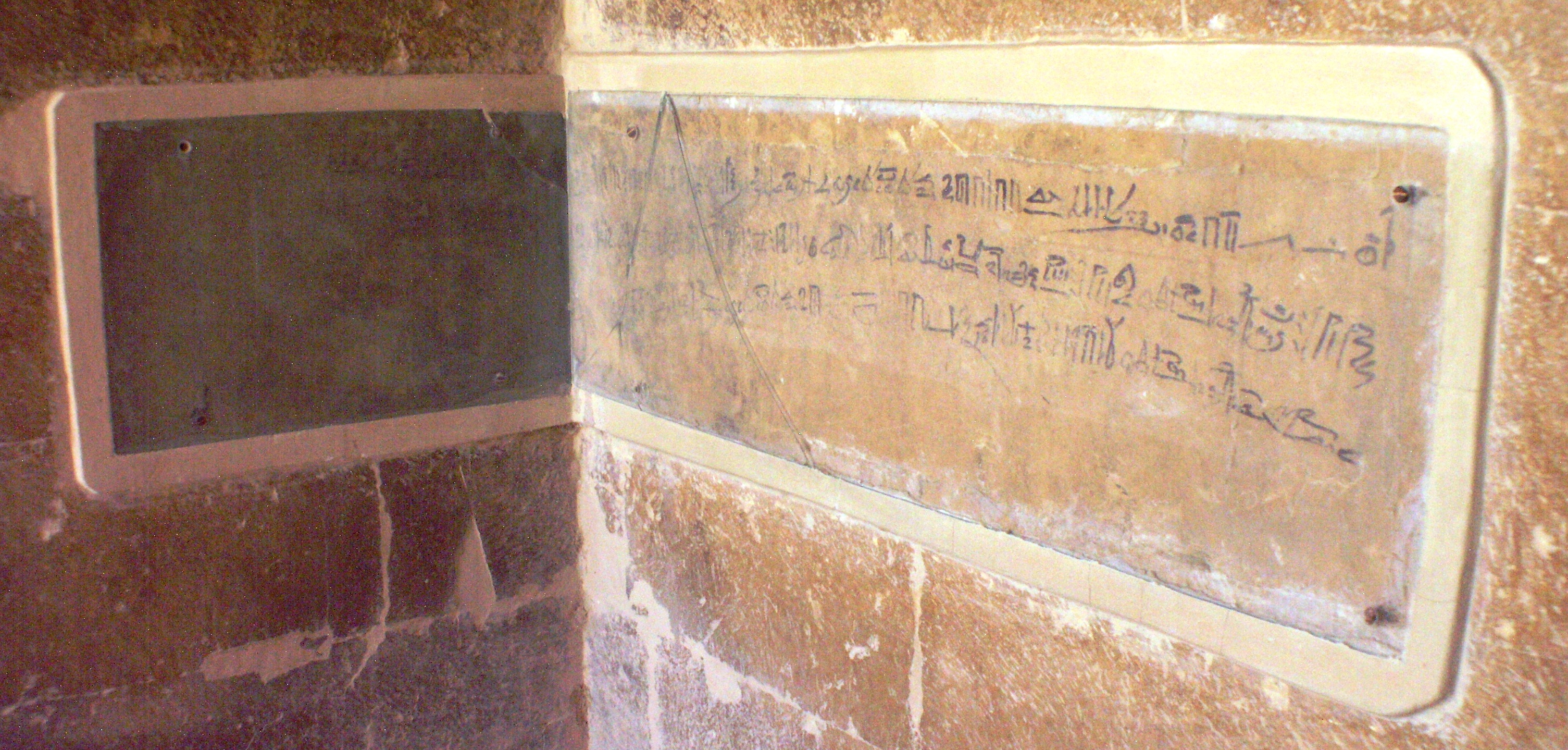
Besucherinschriften im Südhaus der Djoser-Pyramide

Aus dem Neuen Reich sind insgesamt elf Besucherinschriften von Privatleuten im Nord- und im Südhaus der Djoser-Pyramide erhalten. Die älteste Inschrift stammt aus der Regierungszeit von Amenophis I. (18. Dynastie), die jüngste genau datierbare stammt aus der Regierungszeit von Ramses II. (19. Dynastie). In einer der Inschriften beklagt sich ein Schreiber über zahlreiche wenig gehaltvolle Texte, die andere Leute vor ihm dort hinterlassen hatten. Auch aus der südlich der Djoser-Pyramide gelegenen Chendjer-Pyramide ist eine Besucherinschrift aus der Zeit Ramses’ II. bekannt. Sie ist von besonderem Interesse, da in ihr Bezug auf Djoser als Erfinder des Steinbaus genommen wird.
Neben den Besucherinschriften ist aus der 19. Dynastie außerdem eine Restaurierungsinschrift bekannt, die auf einigen Blöcken gefunden wurde, die ursprünglich zur Verkleidung der Djoser-Pyramide gehörten. Aus ihr geht hervor, dass Chaemwaset, ein Sohn von Ramses II., wie bei zahlreichen anderen Bauten des Alten Reichs auch an der Djoser-Pyramide Restaurierungsarbeiten durchführen ließ.
Ebenfalls aus dem Neuen Reich stammt ein Relief-Bruchstück aus dem Grab des Priesters Mehu aus Sakkara, das in die 19. oder 20. Dynastie datiert. Auf ihm sind drei Gottheiten abgebildet, denen eine Reihe von verstorbenen Königen gegenübersteht. Dies sind Djoser und Djoserteti aus der 3. Dynastie sowie Userkaf aus der 5. Dynastie. Von einem vierten König ist nur noch ein stark zerstörter Namenszug erhalten, der teils als Djedkare, gelegentlich aber auch als Schepseskare gelesen wurde. Das Relief ist ein Ausdruck der persönlichen Frömmigkeit des Grabinhabers, der damit die alten Könige für ihn zu den Göttern beten ließ.
Aus dem Serapeum in Sakkara ist ein Stele bekannt, die in die 22. bis 24. Dynastie datiert. Auf ihr ist im Beter-Gestus ein König abgebildet, der durch eine Beischrift als Djoser identifiziert wird. Der Besitzer der Stele, ein gewisser Padi-Webastet, richtet mit einer Inschrift ein Gebet an Osiris-Apis und lässt Djoser als Mittler zwischen sich und dem Gott auftreten.

### Spätzeit
Neben den Besucherinschriften des Neuen Reichs wurde im Nordhaus der Djoser-Pyramide auch eine aus der Spätzeit entdeckt. Sie datiert in die 26. Dynastie und nimmt keinen direkten Bezug auf Djoser, belegt aber, dass seine Pyramidenanlage auch zu dieser Zeit noch für Besucher offen stand.
Aus der gleichen Zeit stammen mehrere Stelen- und Relieffragmente des Djoser, die in Horbeit und Tanis gefunden wurden. Sie wurden ursprünglich in die 3. Dynastie datiert, mittlerweile aber als saitische Kopien von Werken des Alten Reichs identifiziert. Der Darstellungsstil der Reliefs ist also lediglich eine Hommage an Djosers Epoche.
Aus der Perserzeit stammt die Statue des Priesters Jahmes (Ägyptisches Museum Berlin, Inventar-Nr. 14 765), an deren Sockel zu lesen ist, dass er den Totendienst für die Herrscher Djoser und Sechemchet unterhalten hatte.
Ebenfalls in der Perserzeit wurde unter der Herrschaft von Dareios I. im Wadi Hammamat eine Inschrift angebracht. In ihr listet der Oberbaumeister Chenemibre seine Abstammung über 22 Generationen auf, wobei die Authentizität seiner Angaben jedoch fragwürdig ist. Als seinen Stammvater gibt er einen unter Ramses II. lebenden Oberbaumeister namens Rahotep an und schreibt ihm zu, dass er einen noch größeren Ruhm genieße als der unter Djoser tätige Oberbaumeister Imhotep.

### Ptolemäer- und Römerzeit

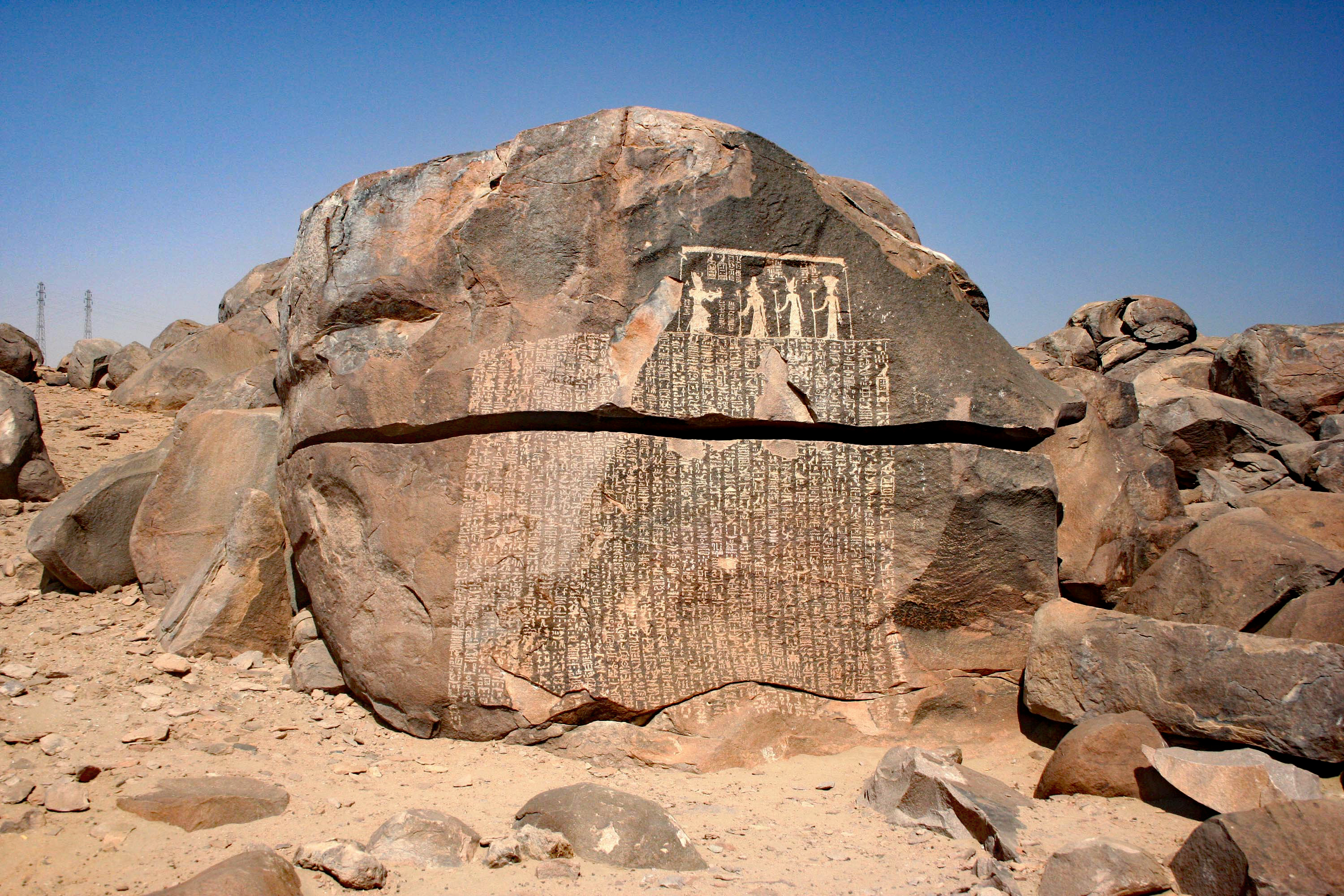
Die Hungersnotstele

Die sogenannte Hungersnotstele bei Sehel (südwestlich von Elephantine), ein Felsenrelief aus ptolemäischer Zeit, berichtet von einer Legende über Djoser, nach der der Pharao eine siebenjährige Dürre beendete, indem er dem Gott Chnum opferte und diesen milde stimmte. Durch diesen Rückgriff auf Djoser sollte ein uralter Rechtsanspruch der ptolemäischen Herrscher auf das Grenzland zwischen Ägypten und Nubien (Dodekaschoinos) legitimiert werden.
Weiterhin ist aus der Ptolemäerzeit der Sarg eines Priesters namens Senebef erhalten (Ägyptisches Museum Berlin, Inventar-Nr. 34). Aus einer Inschrift geht hervor, dass Senebef als Totenpriester des Djoser diente.
Wohl ins 1. oder 2. Jahrhundert n. Chr. datiert ein demotischer Papyrus, der sich heute im Ägyptischen Institut der Universität Kopenhagen befindet. Aufgrund des schlechten Erhaltungszustandes des Papyrus ist die darauf festgehaltene fiktive Erzählung nur unvollständig erhalten. Sie handelt von einem Feldzug gegen Assyrien, den Djoser gemeinsam mit Imhotep unternimmt. Die Assyrer werden von einer namentlich nicht genannten Königin angeführt, die über Zauberkräfte verfügt. Als das ägyptische Heer schließlich in Niniveh lagert, beauftragt Djoser Imhotep, die Götterbilder aus der Festung Arbela zu holen, denn sie sollen nach Ägypten mitgenommen werden. In einem Traum erscheint ihm jedoch eine Kammerfrau und warnt ihn davor. Der Rest des Textes ist nur bruchstückhaft erhalten. Es lässt sich noch rekonstruieren, dass Djoser in Memphis seinen Sieg feiern will. Hierbei soll Imhoteps Tochter als Sängerin auftreten. Diese weigert sich jedoch. Es folgt schließlich noch eine Passage, in der Imhotep und die assyrische Königin Götterbilder herstellen, zum Leben erwecken und gegeneinander kämpfen lassen. Der Text weist große Ähnlichkeiten mit älteren Werken der ägyptischen Literatur wie dem Papyrus Westcar auf, aber auch mit dem griechischen Alexanderroman.

## Moderne Rezeption
Das Leben von Djoser und seinem Architekten Imhotep wurde in zahlreichen fiktionalen Werken verarbeitet. So verfasste der Franzose Pierre Montlaur 1985 den Roman Imhotep, le mage du Nil (deutsch: Imhotep. Arzt der Pharaonen, 1988). Der deutsche Autor Harald Braem veröffentlichte 1990 den an Djosers Königshof spielenden Roman Hem-On, der Ägypter. Der französische Schriftsteller Bernard Simonay veröffentlichte zwischen 1996 und 1998 eine historische Roman-Trilogie mit dem Titel La première pyramide (keine deutsche Übersetzung) über das Leben Djosers.
Ein 1960 entdeckter Hauptgürtel-Asteroid trägt Djosers Namen in veralteter englischer Schreibweise: (4907) Zoser.

## Dokumentationen
- Das Zeitalter der großen Pyramiden: Der erste Monumentalbau. (Originaltitel: Les secrets des bâtisseurs de pyramides - La première pyramide.) TV-Dokumentation in HD von Alain Brunard, Sigrid Clément, Dana Celeste Robinson (Regie), F 2019, deutsche Synchronfassung ZDFinfo 2021.